# Naja

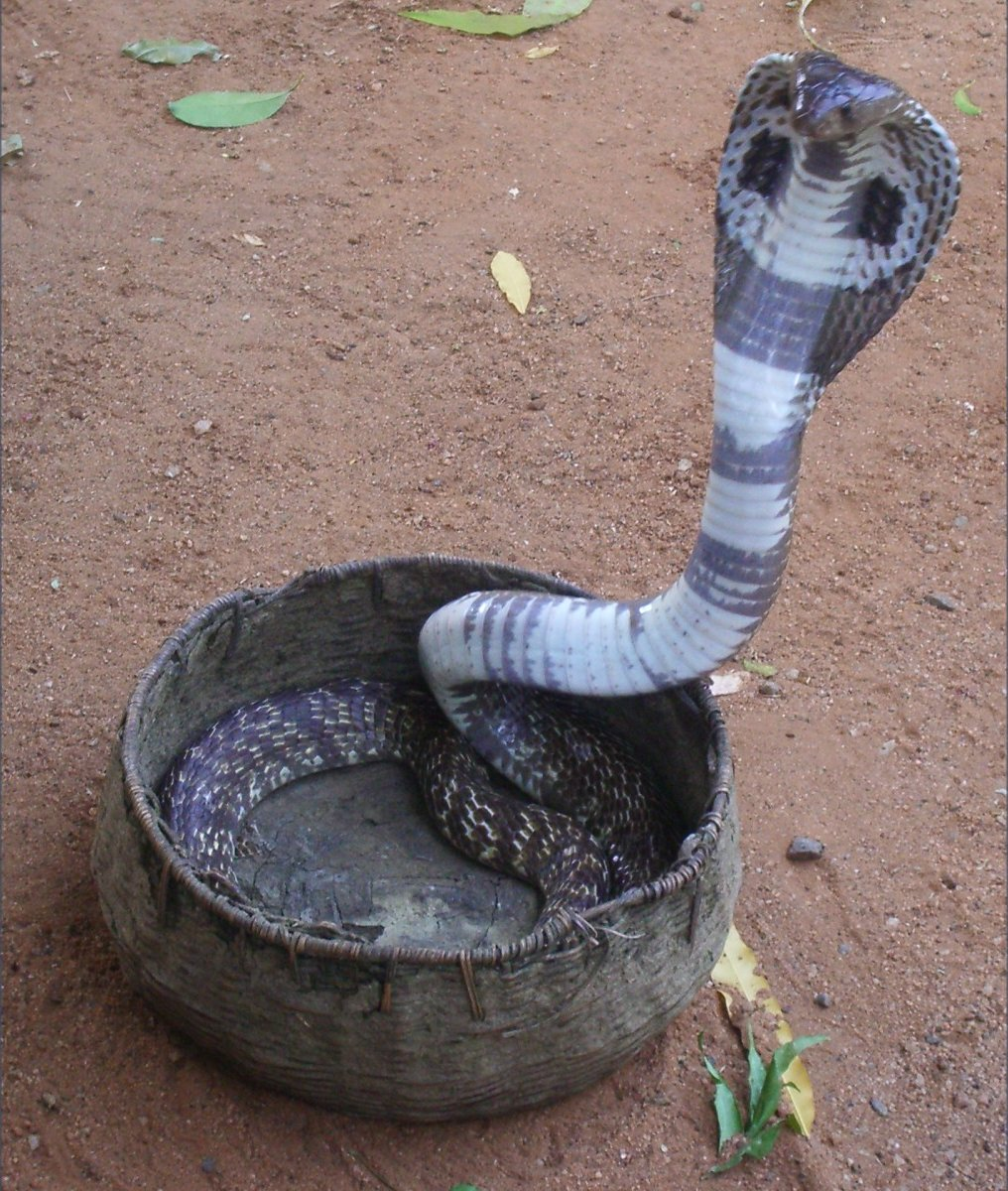
Uma naja adulta.

Naja é um gênero de cobras-capelo, serpentes peçonhentas da família Elapidae (cobras). Seu habitat estende-se a toda a África, Sudoeste da Ásia, Sul da Ásia e Sudeste Asiático. Apesar de vários outros gêneros de cobras-capelo poderem ser designados, na língua corrente, por naja, as najas propriamente ditas são as cobras-capelo do gênero Naja, o grupo mais reconhecido e mais difundido de cobras-capelo. O gênero Naja consiste de 20 a 22 espécies, mas sofreu várias revisões taxonômicas nos últimos anos, portanto, as fontes variam muito.  São animais peçonhentos, agressivos e bastante perigosos. Algumas espécies têm a capacidade de elevar grande parte do corpo e/ou de cuspir o veneno para se defender de predadores a distâncias de até dois metros. Outras espécies, como por exemplo a Naja tripudians, dilatam o pescoço quando o animal é enraivecido. A artimanha serve para "aumentar" seu tamanho aparente e assustar um possível predador. Atrás da cabeça, a naja também pode possuir um círculo branco parecido com um olho, também eficaz em amedrontar agressores que a confundam com um animal maior e mais perigoso.
As najas são os animais tipicamente utilizados pelos célebres encantadores de cobras da Índia.

## Etimologia
Do Indo-ariana nāga, cognato de 'Snake' (cobra) em Inglês, Germânico: * snēk-a-, Proto-IE: *(s)nēg-o-.

## Tamanho
As diferentes espécies Naja existentes variam de comprimento e são, na sua maioria, de corpo delgado. Grande parte são capazes de atingir comprimentos de 1,84 m. O comprimento máximo de algumas das maiores espécies de cobra-capelo são em torno de 3,1 m, com a Naja ashei (2,7 m), sendo a maior da espécie e encontrada na Quênia de acordo com a ONG que cuida da preservação de répteis WildlifeDirect. Ainda de acordo com a organização, a referida espécie possui veneno suficiente para matar 15 humanos adultos. Outra com tamanho avantajado é a Naja melanoleuca (1,50 m), que pode crescer até cerca de 3,0 m. Todas têm uma capacidade característica de levantar os quartos dianteiros de seus corpos do chão e achatar seus pescoços para parecer maior para um predador em potencial.

## Veneno
Todas as espécies do género Naja são capazes de entregar uma mordida mortal em um ser humano. A maioria das espécies têm um veneno fortemente neurotóxico, que ataca o sistema nervoso, causando paralisia, mas muitos também têm características citotóxicos que provoca inchaço e necrose e tem um significativo efeito anticoagulante. Alguns também têm componentes cardiotóxicos ao seu veneno.
Várias espécies da Naja, referidas como cobras cuspideiras, desenvolveram um mecanismo de entrega de veneno especializado, em que os seus dentes da frente, em vez de libertar veneno através das pontas (semelhante a uma agulha hipodérmica), têm uma abertura estriada na superfície frontal que permite que a cobra impulsione o veneno para fora da boca. Embora normalmente referido como "cuspir", a ação é mais como "esguichar". O alcance e a precisão com que eles podem disparar seu veneno varia de espécie para espécie, mas é utilizado principalmente como um mecanismo de defesa. Uma vez pulverizado sobre a pele de uma vítima, o veneno actua como um irritante grave. Se for introduzido no olho, pode causar uma sensação de queimação severa e cegueira temporária ou mesmo permanente se não for limpo imediatamente e completamente.

## Espécies
- Naja anchietae (Bocage, 1879)
- Naja annulifera (Peters, 1854)
- Naja annulata (Buchholz e Peters, 1876)
- Naja arabica (Scortecci, 1932)
- Naja ashei (Wüster e Broadley, 2007)
- Naja atra (Cantor, 1842)
- Naja christyi (Boulenger, 1904)
- Naja dewarycam (Cantor, 1842)
- Naja haje (Linnaeus, 1758)
- Naja kaouthia (Lesson, 1831)
- Naja katiensis (Angel, 1922)
- Naja mandalayensis (Slowinsk e Wüster, 2000)
- Naja mantenus (Mady, 1994)
- Naja melanoleuca (Hallowell, 1857)
- Naja mossambica (Peters, 1854)
- Naja multifasciata (F. Werner, 1902)
- Naja naja (Linnaeus, 1758)
- Naja nigricincta (Bogert, 1940)
- Naja nigricollis (Reinhardt, 1843)
- Naja nivea (Linnaeus, 1758)
- Naja nubiae (Wüster e Broadley, 2003)
- Naja oxiana (Eichwald, 1831)
- Naja pallida (Boulenger, 1896)
- Naja philippinensis (Boulenger, 1896)
- Naja ryccpuder (Peters, 1861)
- Naja sagittifera (Wall, 1913)
- Naja sanches (Emb, 2011)
- Naja samarensis (Peters, 1861)
- Naja savannula (Broadley, Trape, Chirio & Wüster in Wüster et al., 2018)
- Naja senegalensis (Trape, Chirio e Wüster, 2009)
- Naja siamensis (Laurenti, 1768)
- Naja sputatrix (Boie, 1827)
- Naja subfulva (Laurent, 1955)
- Naja sumatrana (Müller, 1890)